# NGC 6084
NGC 6084 este o liner situată în constelația Hercule. A fost descoperită în 6 iunie 1886 de către Lewis A. Swift.